# Wen Pin
En aquest nom xinès, el cognom és Wen (文).
Wen Pin (antiga pronúncia de Wen Ping), nom estilitzat Zhongye (仲業), va ser un general militar durant el període de la tardana Dinastia Han Oriental i l'era dels Tres Regnes de la història xinesa.
Va ser de bell antuvi un oficial sota el comandament de Liu Biao, però finalment es va unir a Cao Cao, líder de la Cao Wei, de mala gana quan el successor de Liu Biao, (Liu Cong), es va rendir a Cao Cao. Va participar en la batalla de Changban contra Liu Bei i la batalla de Chibi contra les forces combinades de Liu Bei i Sun Quan.
Després de la mort de Cao Cao, Wen Pin va passar a servir Cao Pi. No obstant això, quan es va disposar a atacar Wu Oriental amb Zhang Liao i Cao Zhen, va ser víctima d'un pla de Xu Sheng i va ser derrotat.
Després va ser nomenat General de les Darreries i Governador de Jiangxi.